# جولي بيكر
جولي بيكر (بالإنجليزية: Julie Becker)‏ هي فنانة أمريكية، ولدت في 1972 في لوس أنجلوس في الولايات المتحدة، وتوفيت في 2016.